# Ройланд, Джастин
Джастин Ройланд (англ. Justin Roiland; род. 21 февраля 1980 года, Стоктон, штат Калифорния) — американский актёр, аниматор, сценарист, продюсер, режиссёр и комедиант. Также озвучивает некоторых из героев анимационных телесериалов. Стал известен благодаря созданию мультсериала «Рик и Морти». 

## Биография

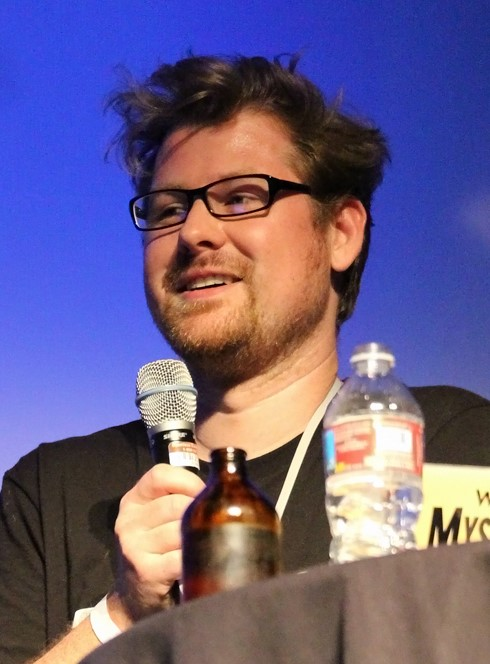
Джастин Ройланд в 2015 году

Джастин Ройланд родился в городе Стоктон, штат Калифорния в семье, занимающейся выращиванием миндаля. Окончил школу в этом же городе в 1998 году. Он переехал в Лос-Анджелес и в начале 2004 связался с Channel 101, где он занимался разработкой многочисленных короткометражек. Помимо этого занимался созданием телевизионных шоу на канале VH1. Также регулярно появлялся на юмористических передачах Comedy Central.
Работал над озвучкой персонажей мультсериала «Рик и Морти», соавтором и исполнительным продюсером которого он является. В 2014 году презентовал «Рика и Морти» на San Diego Comic-Con International, где признался, что мультсериал был вдохновлен работами Пендлтона Уорда, а также мультсериалом «Шоу Рена и Стимпи», на котором он вырос.

## Избранная фильмография

### Актёр
- //2006 — Настоящие анимированные приключения Дока и Марти  / The Real Animated Adventures of Doc and Mharti — Док / Марти
- 2007 — 2010 — Шоу Сары Сильверман / The Sarah Silverman Program — Blonde Craig
- 2007 — Мой друг Майк / My Friend Mike — Робот / Майк / Дирк Питерс
- 2010 — 2018 — Время приключений / Adventure Time with Finn & Jake — Граф Лимонхват
- 2012 — 2016 — Гравити Фолз / Gravity Falls — Блендин Блэндин
- 2013 — Где-то там… / Out There — Крис
- 2013 — 2022 — Рик и Морти / Rick and Morty — Рик Санчез / Морти Смит / Уэйн "Мистер Жопосранчик" и другие персонажи
- 2020 — 2022 — Обратная сторона Земли / Solar Opposites — Корво
- 2021 — Космический джем: Новое поколение / Space Jam: A New Legacy — Рик Санчез / Морти Смит
- 2022 — Пацаны: Осатанелые / The Boys Presents: Diabolical — Бумажный / отец Рассказчика / отец Пикантных Яиц

### Сценарист
- 2006 — Настоящие анимированные приключения Дока и Марти  / The Real Animated Adventures of Doc and Mharti
- 2013 — 2023 — Рик и Морти / Rick and Morty
- 2020 — Солнечные противоположности / Solar Opposites
- 2022 — Пацаны: Осатанелые / The Boys Presents: Diabolical

### Продюсер
- 2013 — 2023 — Рик и Морти / Rick and Morty
- 2020 — Солнечные противоположности / Solar Opposites

## Обвинение в домашнем насилии
В мае 2020 года Ройланд был обвинён в домашнем физическом насилии и незаконном лишении свободы в округе Ориндж, штат Калифорния, в связи с предполагаемым инцидентом в январе 2020 года с участием неназванной женщины, с которой он, по сообщениям, встречался в то время. Арестованный в августе, Ройланд, не признав себя виновным, был в итоге отпущен под залог в $50 тыс. 12 января 2023 года прошли предварительные слушания, после чего благодаря NBC News об обвинениях стало известно общественности. Предварительное судебное разбирательство назначено на 27 апреля 2023 года.
После предъявления обвинений множество людей выступили с собственными заявлениями о злоупотреблениях со стороны Ройланда, включая заявления о хищническом поведении по отношению к несовершеннолетним.
В конце того же месяца канал Adult Swim объявил, что Ройланд был отстранён от работы над «Риком и Морти» в связи с обвинениями, а его роли будут переиграны в будущих сезонах. Squanch Games подтвердила, что Ройланд уволился из компании 16 января 2023 года, в связи с новостями Adult Swim. 25 января было подтверждено, что он также был отстранен от участия в «Солнечных противоположностях» и Koala Man, которые также будут выпускаться без его участия.